# Louise von Hessen-Darmstadt

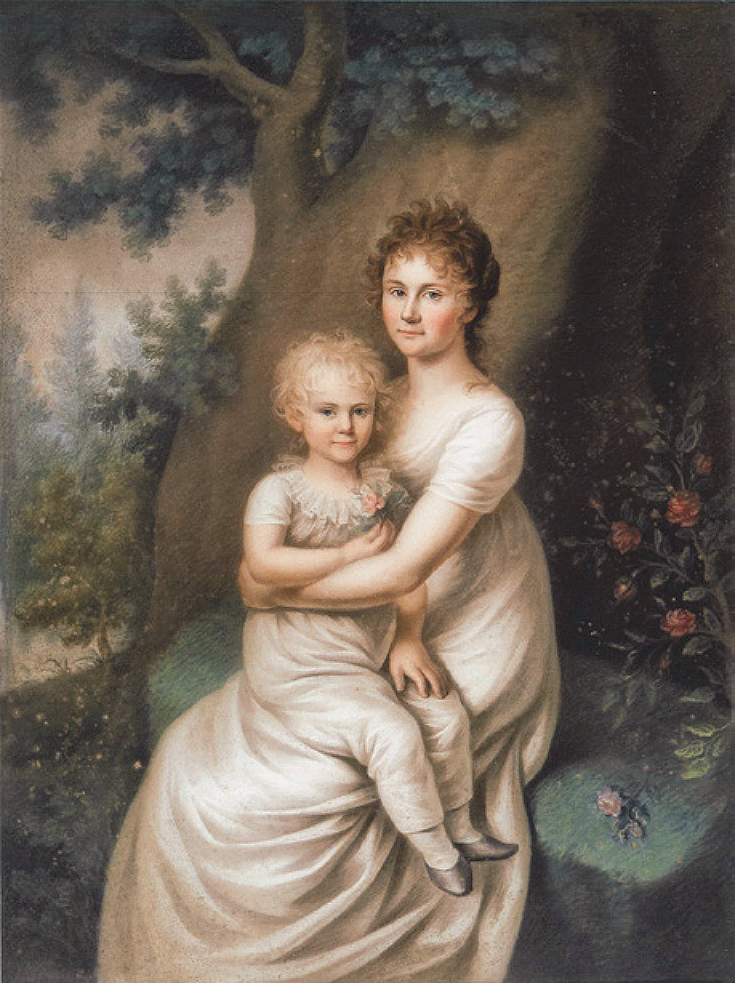
Prinzessin Louise von Hessen-Darmstadt mit ihrem Sohn Prinz Ludwig von Anhalt-Köthen (1805).

Louise von Hessen-Darmstadt (* 15. Januar 1779 in Darmstadt; † 18. April 1811 in Köthen) war landgräfliche Prinzessin und durch Heirat Erbprinzessin von Anhalt-Köthen.

## Leben

### Herkunft und Familie
Louise wurde als Tochter des Großherzogs Ludwig I. von Hessen und bei Rhein und dessen Gemahlin Luise Henriette Karoline von Hessen-Darmstadt geboren.
Ihre Geschwister
- Ludwig II. (1777–1848, Großherzog)
- Georg (1780–1856, General)
- Friedrich (1788–1867, General)
- Emil (1790–1856)

Am 27. Juli 1800 heiratete sie in Darmstadt den Prinzen Ludwig von Anhalt-Köthen (1778–1802), Sohn des Fürsten Karl Georg Leberecht von Anhalt-Köthen (1730–1789) und der Luise von Schleswig-Holstein-Sonderburg-Glücksburg (1749–1812). Der erste Sohn aus dieser Ehe hieß Friedrich Wilhelm August und wurde nur wenige Monate alt. Ludwig, der zweite Sohn, wurde am Tag der Beisetzung seines Vaters geboren. 1812, als sein Onkel August Christian kinderlos verstarb, musste Ludwig als Zehnjähriger unter der Vormundschaft des Herzogs Leopold III. von Anhalt-Dessau die Nachfolge antreten. Seine Amtszeit währte nur kurz, denn er starb 16-jährig. Die Nachfolge ging an seinen Cousin Ferdinand aus der Nebenlinie Anhalt-Köthen-Pleß.

### Sonstiges
Louise hatte für die Erziehung ihres Sohnes Ludwig den Pfarrkandidaten Friedrich Sauerbrunn engagiert. Sie ging mit ihm eine Beziehung ein, aus der 1805 die Tochter Emma Luise hervorging. Der Kindesvater (später zum Geistlichen Rat befördert) nahm die Kinder mit nach Darmstadt.
1830 heiratete Emma Luise Sauerbrunn den Hauptmann Wilhelm Gerlach. Hierzu wurde sie von ihrem Onkel Georg adoptiert.
Dieser machte Gerlach zu seinem Adjutanten und ließ ihn 1838 in den Freiherrnstand erheben. Emma starb 1873 und hinterließ zwei unverheiratete Töchter und den Sohn Ludwig, der Offizier in Österreich wurde.